# Elisabeth Wiese
Elisabeth Wiese, née Berkefeld le 1er juillet 1859 à Bilshausen et morte le 2 février 1905 à Hambourg, est une Allemande reconnue coupable d'un quintuple infanticide, condamnée à mort et exécutée par le bourreau Alwin Engelhardt.

## Biographie
Elisabeth Berkefeld est sage-femme. Bien que célibataire, elle donne naissance à une fille, Paula Berkefeld, ce qui la stigmatise socialement. En 1888, elle épouse l'artisan Heinrich Wiese : elle se met bientôt à empoisonner sa nourriture et tente de le tuer dans son sommeil avec une lame de rasoir, sans succès. Elle est condamnée à de la prison pour divers délits mineurs.
À sa sortie de prison, elle lit dans les journaux des annonces de mères célibataires aux revenus supérieurs au siens, et elle à l'idée de leur offrir ses services comme mère adoptive en échange d'une indemnité négociée. Elle fait ensuite croire à ces femmes que leurs enfants ont été adoptés par des familles aisées dans des villes éloignées. Elle a en fait tué les enfants et brûlé leurs cadavres dans une cuisinière ou les a jetés dans l'Elbe. Si une mère veut reprendre son enfant, elle le lui déconseille fortement au motif que l'enfant se porterait maintenant beaucoup mieux. Les soupçons se multiplient et des tentatives sont faites de retrouver les enfants disparus par le biais d'appels publics.
Elisabeth Wiese force sa propre fille Paula à se prostituer ; celle-ci s'enfuit à Londres, mais s'aperçoit qu'elle est enceinte et revient accoucher à Hambourg en 1902. Après la naissance de l'enfant, Elisabeth Wiese noie son petit-fils et brûle le corps dans le poêle.
Les enquêtes débutent lorsqu'une femme de ménage tente de récupérer son fils après que ses conditions de vie se soient considérablement améliorées. Elle demande à Elisabeth Wiese où se trouve l'enfant et se rend à la police après n'avoir entendu que des excuses et des contradictions. De grandes quantités de morphine et d'autres poisons sont découverts lors d'une perquisition dans l'appartement d'Elisabeth Wiese. Lors des interrogatoires, elle s'enfonce dans des mensonges maladroits et maintient qu'elle a placé les enfants dans des familles nobles à l'étranger. Elle tente de persuader un voisin et un co-détenu de faire de fausses déclarations selon lesquelles ils auraient vu des couples récupérer les enfants.
Début octobre 1904, le procès contre Wiese se tient à Hambourg. Le 10 octobre 1904, Elisabeth Wiese est condamnée à mort par la cour d'assises de Hambourg pour prostitution forcée, escroquerie et cinq infanticides et en février 1905, elle est exécutée à la guillotine par le bourreau Alwin Engelhardt.
Le journal Das freie Wort (La parole libre) commente en 1908 : « Une meurtrière comme la faiseuse d'anges Wiese, condamnée il y a quelques années à Hambourg, ne vaut guère mieux qu'un chien enragé, même si elle n'a pas seulement agi par cupidité, mais par maladie mentale. »
Les victimes furent :
- Peter Berkefeld, nouveau-né de sa fille illégitime Paula (1902)[8] ;
- Guillaume Karl Klotsche (19 octobre 1902 - après le 26 janvier 1903) ;
- Franz Sommer (23 décembre 1902 - après le 1er avril 1903), fils d'Henriette Sommer[9] ;
- Bertha Blanck (26 février 1903 - après le 16 avril 1904), fille de Martha Blanck ;
- Pierre Schultheiss (1903).